# M. Catherine Allen

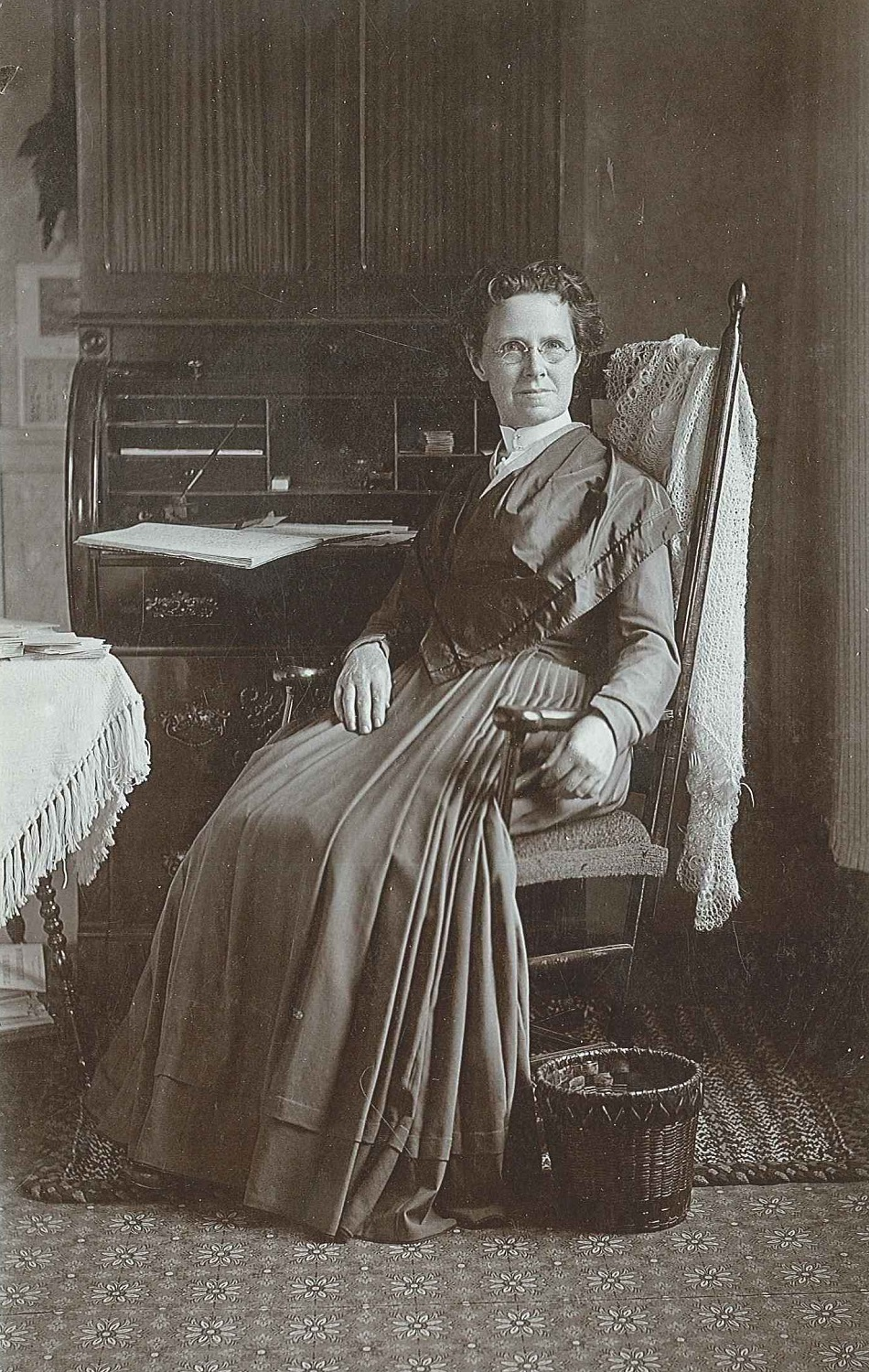
M. Catherine Allen (um 1903)

Minnie Catherine Allen (* 3. September 1851 in Patriot, Indiana; † 5. Juni 1922 in New Lebanon, New York) war eine US-amerikanische Angehörige (Sister) und Älteste (Eldress) der christliche Freikirche der United Society of Believers in Christ’s Second Appearing, den sogenannten „Shaker“.

## Leben

### Familiäre Herkunft und Eintritt in die „Shaker“-Gemeinschaft

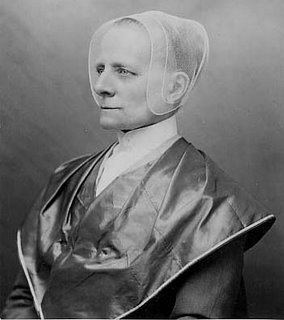
Sister und Eldress Anna White (1831–1910).

Minnie Catherine Allen, Tochter des Geistlichen und Lebensreformer John Allen und der Reformerin Ellen Lazarus, wurde auf einem Grundstück geboren, das ihre Mutter in der Hoffnung gekauft hatte, eine weitere sozialutopische Lebens- und Arbeitsgemeinschaft wie Brook Farm und Terre Haute zu gründen. Als niemand zu diesem Experiment bereit war, zog die Familie 1857 in die zwischen 1851 und 1864 bestehende Utopian Community of Modern Times in Brentwood auf Long Island. Auf Wunsch ihrer Mutter wurde Allen am 2. Februar 1865 als Internatsschülerin zur North Family of Shakers in Mount Lebanon gebracht. Ihre Aufnahme in die United Society of Believers in Christ’s Second Appearing, den sogenannten „Shaker“,  war etwas einzigartig, da die Shakers selten Kinder akzeptierten, wenn beide Elternteile am Leben waren und keiner von ihnen vorhatte, der Gemeinschaft beizutreten. Zweifellos wurde sie angenommen, weil ihre Eltern seit langem mit Gemeinden wie Brook Farm in Verbindung standen und mit den Shakers sympathisierten. Sie kam am allerersten Tag im Amt der Associate Eldress Anna White (1831–1910) zur Familie North. Eine der Aufgaben der stellvertretenden Ältesten bestand darin, sich um die jungen Schwestern in der Familie zu kümmern. So wurde Allen Whites erstes „Mädchen“ und „stand ihr in einer Seele-zu-Seele-Beziehung näher als jedem anderen Menschen“ (was nearer to her in a soul-to-soul relationship than to any other human being). Unmittelbar nach Allens Ankunft waren die Shakers tief beeindruckt von ihrer Intelligenz, „besser geeignet für einen 40-jährigen Schüler als für ein 13-jähriges Mädchen“ (better suited to a scholar of 40 than a girl of 13). Obwohl Allen nur für eine kurze Zeit der Ruhe und Entspannung bei den Shakers bleiben sollte, verließ sie die Gemeinschaft nie. Symbolisch für dieses lebenslange Engagement war ihre Namensänderung. Am 19. Februar 1865, weniger als drei Wochen nach ihrer Ankunft, wurde Allen Catherine genannt, ihr zweiter Vorname, den sie für den Rest ihres Lebens verwendete.
Von den 1840er bis 1920er Jahren war die Familie North ein starker und lautstarker Verfechter von Reformbewegungen aller Art, insbesondere in Fragen der Ernährung, Gesundheit, Landwirtschaft, Landverteilung, Frieden, Frauenrechte und Mäßigkeit. White, Allens Mentor, war eine der Anführer dieser liberalen Reformbemühungen. Als Allen ins junge Erwachsenenalter hineinwuchs, war sie folglich von redegewandten und leidenschaftlichen Reformern umgeben, die den Shakerismus als einen einzigartigen Weg sahen, sein Leben sowohl Gott als auch der Menschheit zu geben. Die wenigen Kinder der North Family wurden auf die Bezirksschule der nahe gelegenen Church Family of Shakers geschickt, wo Allen sich am 3. Mai 1865 zu Beginn des Mädchensemesters einschrieb. Dies sollte ihre letzte formelle Ausbildung sein. Wie andere junge Shaker-Frauen arbeitete Allen als Haushälterin, Köchin und Näherin und nahm ihren Platz in der Rotation von Jobs ein, die Teil des täglichen Lebens der Shaker waren. Anders als die meisten jungen Leute, die damals in die Gesellschaft kamen, nahm sie die Prinzipien des Shakerismus an und beschloss, alles zu tun, um „die Sache“ zu unterstützen. Am 12. Mai 1880 unterzeichnete sie den North Family Covenant von 1829, ein Rechtsdokument, das die Unterzeichner einer lebenslangen Verpflichtung ohne finanzielle Entschädigung verpflichtete. Sie arbeitete an den ihr von den Ältesten zugewiesenen Aufgaben. Zu diesen Aufgaben gehörte nach und nach das Schreiben von Gedichten und Essays für die Shaker-Zeitung The Manifesto, die von 1871 bis 1899 bestand Ein halbes Dutzend ihrer Essays, die hauptsächlich das Leben und die Geschichte der Shaker beschreiben, wurden gedruckt, um sie unter den Shaker-Gesellschaften und auf der ganzen Welt zu verteilen. Bis 1890 war Allen auch dafür verantwortlich, Besucher zu empfangen, die zur North Family kamen. Darüber hinaus leitete sie den Shaker Store, der einen regen Handel mit Shaker-Artikeln, Postkarten und anderen kleinen Touristensouvenirs ermöglichte. Für die meisten Shaker war Allen nur eines von vielen klugen und hingebungsvollen Mitgliedern der „progressivsten“ Familie des Shakerismus.

### Berufung ist Zentrale Ministerium der „Shaker“-Gemeinschaft
Da sie bis dahin nie eine Älteste gewesen war oder ein wichtiges Amt bekleidet hatte, war es eine Überraschung, als sie in das Zentrale Ministerium (Central Shaker Ministry) gewählt wurde, um den Platz zu besetzen, der durch den Tod von Eldress Helen Augusta Stone im Jahr 1908 frei geworden war. Allens Ernennung war das erste Mal, dass ein Ordentliches Mitglied direkt ins Ministerium berufen wurde. Zum Zeitpunkt ihrer Ernennung wurde sie als „mit einem klaren, umfassenden Verstand, schneller Auffassungsgabe, starker Überzeugung und dem Mut zur Überzeugung, kühl im Urteilsvermögen, aber intensiv und beharrlich in der Zielstrebigkeit, mit hervorragenden Geschäfts- und Führungsqualitäten“ (possessing a clear, comprehensive mind, quick perception, strong conviction, and the courage of conviction, cool in judgement, but intense and persistent of purpose, with excellent business and executive abilities) charakterisiert. Sie war von 1908 bis 1914 stellvertretende Älteste im Zentralministerium, als sie den ersten Platz einnahm, eine Position, die sie bis zu ihrem Tod 1922 innehatte. Traditionell bestand die Pflicht des Zentralen Ministeriums darin, den einzelnen Familien in den Gemeinden Mount Lebanon und Watervliet, aus denen das Bistum bestand, geistliche Führung anzubieten. Die Mitglieder des Zentralen Ministeriums reiste zu den einzelnen Gemeinden und blieb einige Wochen, um die Ältesten zu beaufsichtigen. Darüber hinaus behielten sie auch die allgemeine Aufsicht über alle anderen Bistümer der Shaker.
Als Catherine Allen ihr Amt antrat, war es jedoch mehr als 50 Jahre her, seit die Shaker eine große Anzahl von dauerhaften erwachsenen Konvertiten erhalten hatten. Eine Folge davon war ein schwerer Mangel an fähigen Leuten, um die verschiedenen Führungspositionen in den Shaker-Gesellschaften zu bekleiden. Zum Beispiel wurde in den 1890er Jahren das angrenzende Shaker-Bistum aufgelöst und die direkte Aufsicht über die beiden verbleibenden Gemeinden wurde zu den Aufgaben des zentralen Ministeriums hinzugefügt. Folglich zog das einzige männliche Mitglied des Zentralen Ministeriums in dieses Bistum. Als einzelne Shaker-Familien abfielen, wurden die verbleibenden Mitglieder, oft entweder ältere oder sehr junge, in einer bestimmten Gesellschaft zu ein paar stärkeren Familien zusammengefasst. Als sich auch diese verringerten, wurde die gesamte Gemeinde verkauft. Während ihrer Amtszeit schlossen letztlich acht der achtzehn großen Gemeinden. Da die wenigen kompetenten Führer bereits darum kämpften, die Familien in ihren eigenen Gesellschaften zu erhalten, musste das Ministerium die Aufgabe übernehmen, Shaker-Gesellschaften von New Hampshire bis Kentucky zu schließen. Diese Aufgabe, die für sie Monate weg von zu Hause und ständiges Reisen bedeutete, umfasste den Verkauf und die Übertragung von Land und die Ansiedlung vertriebener Shaker in neuen Häusern. Gleichzeitig übernahm sie die allgemeine Verantwortung für das Sammeln von Manuskripten und Abdrücken zur Aufbewahrung durch Nicht-Shaker. Da keines der Papiere ihres Vaters mehr vorhanden waren, war sie fest entschlossen, dass dies bei den Shaker nicht passieren dürfte. Wenn eine einzelne Gemeinde geschlossen wurde, sorgte sie dafür, dass lokale Museen und Bibliotheken Artefakte und Abdrücke erhielten. Der Großteil des Manuskriptmaterials wurde an Wallace H. Cathcart, den Präsidenten der Western Reserve Historical Society (WRHS) in Cleveland, geschickt. Infolgedessen wurden mehr als 10.000 Artikel der Shaker gerettet, und die Western Reserve-Sammlung stellt den größten Bestand an Shaker-Manuskripten der Welt dar. Als Tribut trägt das Exlibris der Western Reserve für die Shaker Literature and Manuscript Collection Allens Bild.

### Allens Arbeit im Zentralen Ministerium und Veröffentlichungen
Als Catherine Allen zum ersten Mal in das Zentrale Ministerium berufen wurde, schrieb ein Ältester, dass sie „die Stelle nicht angenommen hätte, wenn sie nicht damit rechnete, rechtzeitig einige Änderungen bewirken zu können“ (would not have accepted the place unless she expects to be able to effect some changes in time). Sie teilte die Ansichten der North Family über den besten Weg, eine zahlenmäßig schrumpfende Shaker-Gesellschaft zu gestalten, die den Bedürfnissen einer sich schnell verändernden Außenwelt gerecht werden würde. Die Shaker-Geschichte wurde als Entwicklung zu einem „zweiten Zyklus“ der Entwicklung angesehen. Rückblickend auf die Organisationsstruktur der Shaker-Gemeinschaften schrieb Allen: „Nun, kein intelligenter Mensch würde daran denken, sich so zu organisieren“ (Now, no intelligent people would think of thus organizing). Stattdessen würde sich der Shakerismus in bestimmten Gemeinschaften kleinerer Familieneinheiten organisieren, die alle ein völlig einheitliches Interesse teilen. In einem Artikel für das Flaming Sword schrieb sie, dass wir als Shaker „auf diese höhere Ebene emporgehoben werden, wo wir Empfänger und Vermittler jener göttlichen Wahrheiten werden, die uns das Zion Gottes ausmachen… dessen Licht und dessen Gesetz zu den Nationen ausgehen werden“ (we are lifted up to that higher plane where we become recipients and mediators of those divine truths which constitute us the Zion of God … whose light and whose law shall go forth to the nations). Infolgedessen hatten Shaker die Pflicht, Menschen in der Welt „in ernsthaften Bemühungen um die Förderung von Frieden und Rechtschaffenheit die Hände zu reichen“ (clasp hands with” those in the world “in earnest efforts for the advancement of peace and righteousness).
Im Gegensatz dazu waren die überlebenden Shaker-Gemeinschaften mit scheinbar vergeblichen Bemühungen beschäftigt, alte Strukturen zu bewahren, und nahmen relativ wenig Interesse an den Bemühungen der Shaker, die Gesellschaft insgesamt zu reformieren. In einem Schreiben an Cathcart offenbarte Allen ihre Unzufriedenheit: „Sollte ich das Gefühl haben, wenn ich von Ort zu Ort gehe, dass es jemals genügend Reaktion auf meine Vorschläge für Fortschritte geben würde… würde ich alle Energien des Seins darauf verwenden, auf Ministerialebene ‚für ein Geschenk zu arbeiten‘ Rufen – derzeit sehe ich kein solches Zeichen.“ (Should I feel as I go from place to place that there would ever be sufficient responsiveness to my suggestions for progress … I would bend all the energies of being to ‘labor for a gift’ in Ministerial Calling—at present I see no such token) Da sie nie eine Älteste war, verfügte Allen außerdem nicht über die jahrelange Erfahrung im Anbieten von spirituellem Rat und Leiten von Diensten, von denen andere vor ihr profitiert hatten. Als sie es versäumte, die religiösen Aspekte der Aufgaben des Ministeriums zu betonen, war niemand sonst im Ministerium dazu in der Lage. Die andere Frau im Ministerium war die neunzigjährige Harriet Bullard, die praktisch im Ruhestand lebte. Der einsame Mann, Joseph Holden, lebte in einer anderen Shaker-Gemeinde und war vollständig mit der Verwaltung von Eigentum und Investitionen beschäftigt. Zum ersten Mal übte niemand im Zentralministerium religiöse Autorität aus, und die verbleibenden Shaker-Gemeinden mussten auf diesem Gebiet so gut sie konnten auf eigene Faust weitermachen.
Catherine Allen ihrerseits sehnte sich danach, in die Reihen der North Family zurückzukehren, „wo es anscheinend mehr Möglichkeiten für Revisionen gibt als an anderen Orten“ (where there seems to be more opening for revision than in other places), wie sie es an Cathcart schrieb. Während sie nie als normales Mitglied zur North Family zurückkehren konnte, verbrachte sie ihre Zeit damit, Manuskripte zu sammeln und aufzubewahren, sich um rechtliche Angelegenheiten zu kümmern und sich um diejenigen zu kümmern, die vertrieben wurden, als die Gemeinden geschlossen wurden. Während ihrer Amtszeit, als die anderen Mitglieder des Zentralen Ministeriums zurücktraten oder starben, wählte Allen außerdem zwei North Family Shakers und einen Mann, der ein ausgezeichneter Finanzmanager aus der Gemeinde Canterbury, war, um sie zu ersetzen. Dies setzte die vollständige Umwandlung des Zentralen Ministeriums in ein Finanzaufsichtsgremium fort, in der Hoffnung, so viel wie möglich zu erhalten, wenn sich der Shakerismus auflöste. Die religiösen Aspekte des Shakerismus wurden nur in wenigen einzelnen Mitgliedern oder in einigen Gemeinschaften lebendig gehalten. Als Pläne gemacht wurden, die letzte verbliebene Shaker-Gemeinde außerhalb des Nordostens in South Union in Kentucky zu verkaufen, erkrankte Allen an Krebs. Sie starb im Second House of the North Family nach sieben Monaten schrecklichen Leidens. Sie war siebenundfünfzig Jahre Shaker, aber die philosophische Haltung, die sie hinsichtlich der Zukunft des Shakerismus einnahm, beeinflusste die Aktivitäten des Zentralen Ministeriums bis in die 1980er Jahre.

## Veröffentlichungen
- Questions of the Day, 1888
- The Mirror of Truth: A Vision, 1890
- Biographical Sketch of Daniel Fraser, a memorial tribute to a Shaker brother, 1890
- “Most Important Reform” for the Flaming Sword is in Fragrance from the Altar of Incense, 1892
- North Family poems, Mount Lebanon Cedar Boughs, 1895
- A Full Century of Communism: The History of the Alethians, Formerly Called Shakers, 1897
- Century of Communism: The History of the People Known as Shakers, 1902
- Manna: A Shakeress on the Subject, 1906
- Shaker Life and Ideals, 1906
- A Memorial to Eldress Anna White and Elder Daniel Offord, Zusammenstellung Leila S. Taylor, 1912

## Hintergrundliteratur
- Mary L. Richmond: Shaker Literature: A Bibliography, 1977
- John Patterson MacLean: A Bibliography of Shaker Literature, 1984, ISBN 978-5-88017-952-7 (Onlineversion)
- Stephen J. Paterwic: Historical Dictionary of the Shakers, 2017, ISBN 978-1-5381-0231-2 (Onlineversion)